# Jean-Félix-Henri de Fumel

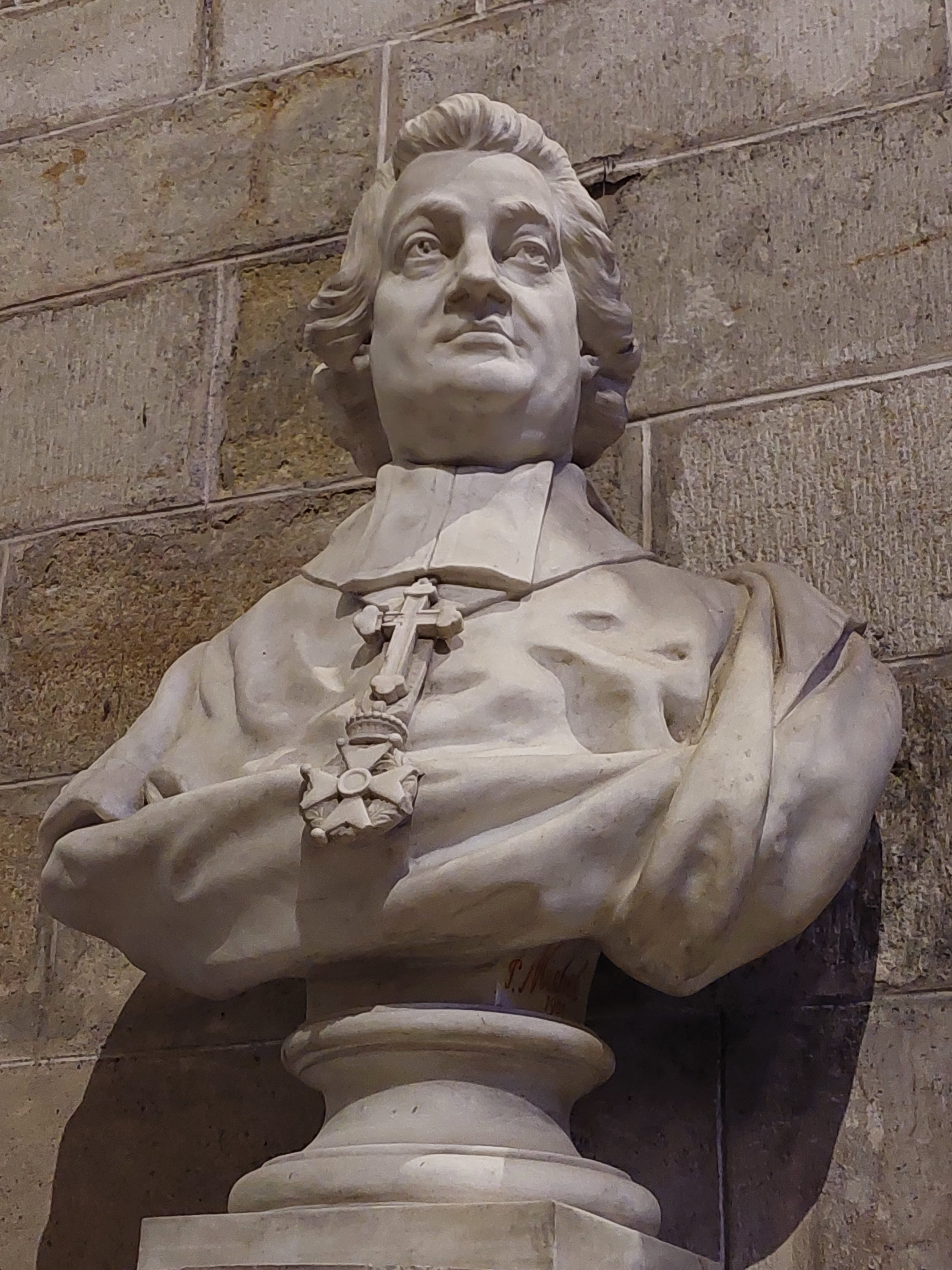
Jean-Félix-Henri de Fumel, Büste in der ehemaligen Kathedrale Saint-Fulcran in Lodève

Jean-Félix-Henri de Fumel (* 27. März 1717 in Toulouse; † 26. Januar 1790 in Lodève) war ein römisch-katholischer Geistlicher und von 1750 bis 1790 Bischof von Lodève.

## Familie
Jean-Félix-Henri de Fumel war ein Sohn des Louis Vicomte de Fumel († 1749) und der Catherine-Thomas de Bertier. Großeltern mütterlicherseits waren François de Bertier, erster Präsident des Parlaments von Pau (1703) und von Toulouse (1710), sowie Marie de Catellan. Sein Bruder war Joseph de Fumel, Bürgermeister von Bordeaux, der während des Terrors guillotiniert wurde.

## Leben
Fumel begann das Studium der Theologie in seiner Heimatstadt Toulouse und setzte es später am Priesterseminar Saint-Sulpice in Paris fort. Nach der Promotion zum Doktor der Theologie an der Fakultät von Paris war er Kanoniker von Brioude, Erzdiakon und Generalvikar der Diözese Vannes. 1750 wurde er zum Bischof von Lodève ernannt. Am 25. Mai bestätigt, wurde er am 5. Juli durch Charles-Jean de Bertin, Bischof von Vannes, geweiht.
1767 etablierte er in der Diözese Lodève den Kult des Heiligsten Herzens Jesu. 1774 und 1781 stattete er die Diözese mit einem neuen Brevier aus. Als großer Baumeister vollendete er den Bischofspalast, baute das Krankenhaus wieder auf und ließ die Mauern der Stadt Lodève abreißen. Zur Förderung des Verkehrs errichtete in seiner Diözese neue Brücken und Straßen.
Fumel war auch der letzte Kommendatarabt der Abtei Saint-Guilhem-le-Désert. Er starb im Januar 1790 in Lodève.